# Post Traumatic
Post Traumatic é o álbum de estreia solo do músico/rapper americano Mike Shinoda. Seu lançamento ocorreu em 15 de junho de 2018 e foi feito pelas gravadoras Warner Bros. e Machine Shop. O álbum foi anunciado em 29 de março de 2018, juntamente com o lançamento de duas novas canções para promover o álbum, "Crossing a Line" e "Nothing Makes Sense Anymore".
O álbum é o sucessor de seu EP homônimo e contém canções escritas por Shinoda após a morte de Chester Bennington em 20 de julho de 2017. As canções do EP estão incluídas nesse álbum.

## Antecedentes
Em 25 de janeiro de 2018, Shinoda estreou como artista solo com o lançamento do Post Traumatic EP, composto por três faixas com foco em seus sentimentos após a morte de Chester Bennington, seu colega no Linkin Park e amigo de longa data, que se suicidou em 20 de julho do ano anterior. Precisamente por causa das questões abordadas nas canções, Shinoda decidiu publicar o álbum em seu nome, sem usar o pseudônimo anterior, Fort Minor.
No início de março, de maneira inesperada, ele anunciou que estava trabalhando no seu primeiro álbum solo, convidando os fãs para se encontrarem com ele naquele dia, em Los Angeles, a fim de ouvir uma nova canção, e para participar de um videoclipe. O álbum foi finalmente anunciado em 29 de março, que inclui as três faixas do EP, e de acordo com uma declaração do artista: "É uma jornada de dor e escuridão, não na dor e na escuridão. Se alguém passou por algo assim, espero que se sinta menos sozinho. Se não passou, espero que você se sinta grato".
Em maio de 2018, Shinoda revelou a lista de faixas, que também inclui algumas colaborações com Blackbear, Chino Moreno, K.Flay, Grandson e Machine Gun Kelly.

## Faixas
| Edição padrão  |                                                               |         |  |
| N.º            | Título                                                        | Duração |  |
| 1.             | "Place to Start"                                              | 2:13    |  |
| 2.             | "Over Again"                                                  | 3:50    |  |
| 3.             | "Watching As I Fall"                                          | 3:31    |  |
| 4.             | "Nothing Makes Sense Anymore"                                 | 3:33    |  |
| 5.             | "About You" (participação de blackbear)                       | 3:26    |  |
| 6.             | "Brooding" (instrumental)                                     | 2:31    |  |
| 7.             | "Promises I Can't Keep"                                       | 3:22    |  |
| 8.             | "Crossing a Line"                                             | 4:02    |  |
| 9.             | "Hold It Together"                                            | 3:25    |  |
| 10.            | "Ghosts"                                                      | 2:54    |  |
| 11.            | "Make It Up as I Go" (participação de K.Flay)                 | 3:29    |  |
| 12.            | "Lift Off" (participação de Chino Moreno e Machine Gun Kelly) | 4:00    |  |
| 13.            | "I.O.U."                                                      | 2:42    |  |
| 14.            | "Running from My Shadow" (participação de Grandson)           | 3:24    |  |
| 15.            | "World's on Fire"                                             | 3:15    |  |
| 16.            | "Can't Hear You Now"                                          | 3:27    |  |
| Duração total: | Duração total:                                                | 53:16   |  |

| Faixas bônus da edição deluxe e vinil |                        |         |  |
| N.º                                   | Título                 | Duração |  |
| 17.                                   | "Prove You Wrong"      | 3:35    |  |
| 18.                                   | "What the Words Meant" | 3:33    |  |
| Duração total:                        | Duração total:         | 60:24   |  |

## Recepção
Post Traumatic foi bem recebido através da crítica especializada. No Metacritic o álbum contém uma nota 73 de um total de 100, indicando "críticas geralmente favoráveis". Neil Z. Yeung da AllMusic elogiou o álbum, afirmando que "Embora o Post Traumatic tenha um impacto emocional, ele acaba instilando sentimentos de esperança e a ideia de que as coisas podem melhorar. Para Shinoda, Linkin Park e seus devotados seguidores, é uma forma eficiente de sessão de terapia em grupo."
| Críticas profissionais | Críticas profissionais |
| Pontuações agregadas   | Pontuações agregadas   |
| Fonte                  | Avaliação              |
| ---------------------- | ---------------------- |
| Metacritic             | 73/100                 |
| Avaliações da crítica  |                        |
| Fonte                  | Avaliação              |
| AllMusic               | [ 12 ]                 |
| Kerrang!               | [ 13 ]                 |
| The Guardian           | [ 14 ]                 |
| The Independent        | [ 15 ]                 |
| Sputnik Music          | 3.5/5                  |

Ilana Kaplan do The Independent, chamou o álbum de uma "estreia triunfante", dando 4 estrelas de um total de 5. Dave Simpson da The Guardian, observou que, embora o Post Traumatic contenha algumas "falhas", ele disse que "sua emoção crua é incomumente tocante e muitos o acharão como uma fonte de lágrimas, força e conforto", dando também, 4 estrelas de um total de 5 ao álbum.

## Pessoal
Créditos adaptados através do AllMusic.
| - Mike Shinoda - vocais, composição, direção de arte, mixagem, pinturas, artista primário, produção. Músicos adicionais - Rob Bourdon - percussão em "Place to Start" - Darren King - bateria em "Hold It Together" - Boonn - guitarra em "Running from My Shadow" - Blackbear - vocais em "About You" - K.Flay - vocais em "Make It Up as I Go" - Chino Moreno - vocais em "Lift Off" - Machine Gun Kelly - vocais em "Lift Off" - Grandson - vocais em "Running from My Shadow" | Pessoal técnico - Andrew Dawson - produção adicional - Ryan DeMarti – coordenação de A&R - Serban Ghenea - mixagem - Aaron Harmon - produção adicional - Jaycen Joshua - mixagem - Frank Maddocks – direção de arte, direção criativa, design, fotografia - Michelle Mancini - masterização - Manny Marroquin – mixagem - Ethan Mates – edição - Josh Newell – edição - Jordan Reyes - produção adicional |

## Desempenho nas tabelas musicais
| Paradas (2018)                        | Melhor posição |
| ------------------------------------- | -------------- |
| Alemanha (Offizielle Deutsche Charts) | 2              |
| Austrália (ARIA)                      | 12             |
| Áustria (Ö3 Austria Top 40)           | 4              |
| Bélgica (Ultratop Valônia)            | 33             |
| Bélgica (Ultratop Flandres)           | 25             |
| Canadá (Billboard)                    | 18             |
| Escócia (Official Charts Company)     | 19             |
| Estados Unidos (Alternative Albums)   | 1              |
| Estados Unidos (Billboard 200)        | 16             |
| Estados Unidos (Top Rock Albums)      | 1              |
| Irlanda (IRMA)                        | 82             |
| Itália (FIMI)                         | 15             |
| Nova Zelândia (RMNZ)                  | 40             |
| Países Baixos (Dutch Charts)          | 42             |
| Reino Unido (Official Charts Company) | 20             |
| República Tcheca (ČNS IFPI)           | 9              |
| Suíça (Schweizer Hitparade)           | 7              |